# Prieuré hospitalier de Lyon
Le prieuré hospitalier de Lyon est un prieuré de l'ordre de Saint-Jean de Jérusalem et le quatrième de la langue d'Auvergne après celui d'Olloix, de Lureuil et de Bougnaneuf. Il est transféré en 1787 à Lyon, sur les rives de la Saône, par le prieur Amable de Villelume de Thianges.

## La commanderie
On ne connait rien de la première commanderie qui date de 1209. Les chevaliers hospitaliers de l'ordre de Saint-Jean de Jérusalem furent chargés par Innocent IV, durant le concile de Lyon en 1245, de la police dans la ville. Lors de la dévolution des biens de l'ordre du Temple, ils reçurent les biens des Templiers installé à Lyon. Ils firent échange, avec le duc de Savoie, de leurs possessions contre un vaste terrain comprenant jouxtant une petite chapelle, la chapelle Saint-Georges, et un ancien monastère, le monastère Sainte-Eulalie, à peu de distance de l'enclos Saint-Jean. Ils s'y installent en 1315. En 1492, Hubert de Beauvoir fit restaurer l'église et, au fil des années, développer la commanderie en construisant deux tours donnant directement sur les rives de la Saône relié par un corps de bâtiment qui faisait office de locaux d'habitation pour le commandeur avec une poterne sur le fleuve.
Le commanderie était aussi responsable de l'hôpital Saint-Laurent-hors-les-murs depuis 1504 ainsi que la chapelle Saint-Roch-hors-les-murs depuis 1629.
À la Révolution, la commanderie, propriété nationale, fut vendue en 1807. Il ne reste rien de la commanderie d'origine démolie lors de la construction des quais de Saône. Au XIXe siècle, la place Saint-Georges est établie à l'emplacement du cimetière. En 1822, on pouvait encore voir un mur qui joignait à l'église dans lequel était percée une porte.

## L'église saint Georges
L'église, petite et basse, avec une chapelle appartenant à la famille de Lange et contenant les tombes de Nicolas I et Nicolas II de Lange ainsi que de leurs épouses d'Amanzé, de Belliève et Grollier.
L'église fut rendue au culte en 1803 et est devenue église paroissiale. En 1806, le père Gourdiat, curé de l'église, achète les boiseries de la salle capitulaire de l'abbaye de l'Ile-Barbe pour en habiller son église.
Aujourd'hui la petite église paroissiale est remplacée par une église moderne due à l'architecte Pierre Bossan et à Charles-Marie Franchet.

## Sources
- J.-B. Martin, Histoire des églises et chapelles de Lyon, 2 vol., Lardanchet éditeur, Lyon, 1907